# 文咸填海計劃
《文咸填海計劃》是香港第一個正式的填海工程，於上環及中環西部沿岸開闢土地。填海計劃得名於當時就任的第三任香港總督文咸。

## 歷史
當時皇后大道中以北是淺灘。1851年12月28日，皇后大道中北面的房屋發生大火，四百多間房屋被毀。很多人對瓦礫的處理甚感苦惱，文咸便想到把瓦礫推到海裡，成為香港第一個正式的填海工程。土地的供應增加，又可輕易處理瓦礫，一舉兩得。
填海計劃令上環的發展面積進一步增加，該處興建了政府部門及港口設施，並發展成維多利亞城。
填海計劃分為兩期進行。第一期始於1852年，範圍包括文咸東街、蘇杭街及摩利臣街一帶；第二期始於1868年，範圍則包括文咸西街一帶。